# Stockåtjärnarna
Stockåtjärnarna är varandra näraliggande sjöar i Bergs kommun i Härjedalen och ingår i Ljusnans huvudavrinningsområde.
- Stockåtjärnarna (Storsjö socken, Härjedalen, 695023-137588), sjö i Bergs kommun, 62°38′33″N 13°23′05″Ö / 62.6424°N 13.3847°Ö
- Stockåtjärnarna (Storsjö socken, Härjedalen, 695031-137577), sjö i Bergs kommun, 62°38′35″N 13°22′57″Ö / 62.6431°N 13.3825°Ö